# سانجاي سوري
سانجاي سوري وهو ممثل هندي ولد في 6 أبريل 1971 عامفي منطقة سريناغار في جامو وكشمير في الهند، من أشهر الافلام التي مثلها هي فلم سرعة.

## روابط خارجية
- سانجاي سوري على موقع IMDb (الإنجليزية)
- سانجاي سوري على موقع ألو سيني (الفرنسية)
- سانجاي سوري على موقع أول موفي (الإنجليزية)
- سانجاي سوري على موقع قاعدة بيانات الفيلم (الإنجليزية)
- سانجاي سوري على موقع كينوبويسك (الروسية)